# Peter Michael Williams
Sir Peter Michael Williams, britanski fizik in akademik, * 1945.